# Henri Simon
Henri Simon (* 27. Oktober 1868 in Grandson; † 28. Juni 1932 in Lausanne; heimatberechtigt in Sainte-Croix) war ein Schweizer Politiker (FDP).

## Biografie
Simon besuchte von 1880 bis 1885 die École industrielle in Lausanne und von 1885 bis 1887 das Technikum in Winterthur. Danach war er von 1914 bis 1919 als Verwalter der Vautier Frères & Cie in Grandson tätig.
Sein erstes politisches Amt nahm er von 1889 bis 1897 im Gemeinderat (conseil communal) von Grandson wahr. Anschliessend war er von 1897 bis 1919 im Gemeinderat und von 1914 bis 1919 Gemeindepräsident von ebendieser Gemeinde. Im Jahr 1897 wurde er in den Grossen Rat des Kantons Waadt gewählt und hatte dort bis 1919 Einsitz. Von 1919 bis 1932 war er Staatsrat des Kantons Waadt und stand dort dem Baudepartement vor. Während 27 Jahren, von 1901 bis 1928, sass er im Ständerat und war im Amtsjahr 1923/24 Ständeratspräsident.
Weiter war er von 1893 bis 1931 im Bankrat der Waadtländer Kantonalbank und hatte ebenfalls mehrere Verwaltungsratsmandate.
In der Schweizer Armee war er Adjutant sowie Richter am Militärgericht der ersten Division.